# Jozef Bošanský
Jozef Bošanský (14 de mayo de 1976) es un deportista eslovaco que compite en tiro con arco, en la modalidad de arco compuesto. Ganó una medalla de oro en los Juegos Europeos de Cracovia 2023 y una medalla de plata en el Campeonato Europeo de Tiro con Arco en Sala de 2025.

## Palmarés internacional
| Juegos Europeos            | Juegos Europeos    | Juegos Europeos  | Juegos Europeos |
| Año                        | Lugar              | Medalla          | Prueba          |
| -------------------------- | ------------------ | ---------------- | --------------- |
| 2023                       | Cracovia (Polonia) | Medalla de oro   | Individual      |
| Campeonato Europeo en Sala |                    |                  |                 |
| Año                        | Lugar              | Medalla          | Prueba          |
| 2025                       | Samsun (Turquía)   | Medalla de plata | Individual      |